# Membrana corio-allantoidea
La membrana corio-allantoidea è una membrana che può essere ritrovata nelle uova di uccelli e rettili, formata dalla fusione del mesoderma di due strutture embiologiche: l'allantoide e il corion. Nei mammiferi questa struttura forma la placenta.
La membrana è formata da tre foglietti: un epitelio corionico, il mesenchima e un epitelio allantoidea. Fra le cellule epiteliali si possono rilevare capillari sanguigni e seni venosi, che garantiscono uno stretto contatto con l'aria contenuta nei pori del guscio dell'uovo, permettendo lo scambio di gas e lo sviluppo dell'embrione. Essa ha inoltre un ruolo fondamentale nella formazione delle ossa, trasportando all'interno dell'embrione il calcio del guscio.
La membrana corio-allantoidea delle uova di gallina è utilizzata nella ricerca biologica e biomedica, per studiare lo sviluppo, l'angiogenesi, le neoplasie e per lo studio di virus ed elminti. Recentemente, la membrana corio-allantoidea è sempre più utilizzata nella ricerca oncologica preclinica per sviluppare modelli tumorali in vivo nel rispetto del concetto delle 3R.